# Jérémy Roy
Jérémy Roy (Tours, 22 juni 1983) is een voormalig Frans wielrenner en veldrijder.

## Carrière
Jérémy Roy reed zijn gehele carrière, van 2003 tot 2018, voor Groupama-FDJ. Zijn beste resultaat in de grote rondes is plek 48 in het eindklassement van de Ronde van Frankrijk 2009. In de Ronde van Frankrijk 2011 werd hij gekroond tot strijdlustigste renner nadat hij in diverse etappes in ontsnappingen mee had gezeten.

## Belangrijkste overwinningen
2009
5e etappe Parijs-Nice
2010
Tro Bro Léon
2011
GP La Marseillaise
Prijs van de strijdlust Ronde van Frankrijk
2012
4e etappe Ronde van de Limousin
2013
Bergklassement Internationaal Wegcriterium

## Resultaten in voornaamste wedstrijden
| Jaar | Ronde van Italië | Ronde van Frankrijk | Ronde van Spanje |
| ---- | ---------------- | ------------------- | ---------------- |
| 2004 |                  |                     |                  |
| 2005 |                  |                     | 81e              |
| 2006 |                  |                     | 122e             |
| 2007 |                  |                     | 104e             |
| 2008 | 82e              | 121e                |                  |
| 2009 |                  | 48e                 |                  |
| 2010 |                  | 143e                |                  |
| 2011 |                  | 86e                 |                  |
| 2012 |                  | 66e                 |                  |
| 2013 |                  | 126e                |                  |
| 2014 |                  | 57e                 |                  |
| 2015 |                  | 105e                |                  |
| 2016 |                  | 96e                 |                  |
| 2017 | 73e              |                     |                  |
| 2018 | 109e             |                     |                  |

| Jaar | Parijs-Roubaix | Amstel Gold Race | Luik-Bast.‑Luik | Ronde van Lombardije | Waalse Pijl | Parijs-Tours |  | WK op de weg |  | Wereldranglijsten |
| ---- | -------------- | ---------------- | --------------- | -------------------- | ----------- | ------------ |  | ------------ |  | ----------------- |
| 2004 | 93e            |                  |                 |                      |             |              |  |              |  |                   |
| 2005 |                |                  |                 |                      | 70e         | 99e          |  |              |  |                   |
| 2006 |                |                  |                 |                      |             | opgave       |  |              |  |                   |
| 2007 |                |                  | opgave          | 71e                  |             | 54e          |  |              |  | 214e (UPT)        |
| 2008 |                |                  | 116e            |                      |             |              |  |              |  |                   |
| 2009 |                |                  | 118e            |                      |             |              |  |              |  | 183e (UWK)        |
| 2010 |                |                  | 140e            |                      | 20e         | 22e          |  |              |  | 234e (UWK)        |
| 2011 |                |                  | 94e             |                      |             |              |  |              |  |                   |
| 2012 |                |                  |                 | opgave               |             |              |  | opgave       |  | 186e (UWT)        |
| 2013 |                |                  |                 | opgave               | opgave      |              |  |              |  |                   |
| 2014 |                | 122e             | 67e             | 90e                  | 46e         |              |  |              |  |                   |
| 2015 |                |                  |                 | opgave               |             |              |  |              |  |                   |
| 2016 |                | opgave           | 154e            | opgave               | 44e         |              |  |              |  |                   |
| 2017 |                |                  |                 | opgave               |             |              |  |              |  | 427e (UWT)        |
| 2018 |                |                  |                 | opgave               |             | 58e          |  |              |  |                   |

## Ploegen
- 2003 –  Fdjeux.com (vanaf 24-8)
- 2004 –  Fdjeux.com
- 2005 –  La Française des Jeux
- 2006 –  La Française des Jeux
- 2007 –  La Française des Jeux
- 2008 –  La Française des Jeux
- 2009 –  Française des Jeux
- 2010 –  Française des Jeux
- 2011 –  FDJ
- 2012 –  FDJ-BigMat
- 2013 –  FDJ.fr [a]
- 2014 –  FDJ.fr
- 2015 –  FDJ
- 2016 –  FDJ
- 2017 –  FDJ
- 2018 –  Groupama-FDJ

1. ↑  Tot eind juni heette de ploeg FDJ, daarna werd de naam veranderd.